# Theages apiceflava
Theages apiceflava là một loài bướm đêm thuộc phân họ Arctiinae, họ Erebidae.